# Ambatolampy (distrikt)
Ambatolampy är ett distrikt i Madagaskar.   Det ligger i regionen Vakinankaratraregionen, i den centrala delen av landet, 60 km söder om huvudstaden Antananarivo.